# Bulangaa, Töv
Bulangaa (tiếng Mông Cổ: Булангаа) là một khu định cư ở sum Büren của tỉnh Töv tại Mông Cổ. Bulangaa từng là trung tâm của sum cũ Önjüül.
Bulangaa nằm cách trung tâm sum Büren 43 km về phía đông nam và cách trung tâm sum Bayan-Önjüül 50 km về phía tây nam.